# Old Lyme Congregational Church
L'Old Lyme Congregational Church est une église américaine située à Old Lyme, dans le comté de New London, dans le Connecticut. Elle est affiliée à l'Église unie du Christ. Au début des années 1900, c'était l'un des sujets de prédilection des artistes de la colonie artistique de la ville.

## Histoire
La première maison d'assemblée est fondée en 1665. Le bâtiment actuel est construit par l'architecte Samuel Belcher entre 1816 et 1827. 
Cinq autres églises de la congrégation ont été construites sur le même modèle dans la région (portique frontal à quatre colonnes, même nombre de fenêtres et de portes, clocher à la conception similaire), dont la First Congregational Church of Litchfield (en) de Litchfield, la First Congregational Church of Guilford (en) de Guilford et la First Congregational Church of Cheshire (en) de Cheshire.
Détruite par un incendie en 1907, l'église est reconstruite avec l'aide de la colonie artistique d'Old Lyme entre 1908 et 1909. Il s'agit d'un sujet régulier dans les peintures des artistes de la colonie, notamment chez le peintre impressionniste Childe Hassam.